# Пунта-Ала
Пунта-Ала (итал. Punta Ala) — фракция коммуны Кастильоне-делла-Пеская в провинции Гроссето в области Тоскана Итальянской Республики. Численность населения составляла 446 жителей в 2009 году.

## Описание
Расположена в 18 км от административного центра коммуны, в южной части залива Фоллоника. Она находится в центре важного туристического приморского района. 